# Coralliodrilus oviatriatus
Coralliodrilus oviatriatus är en ringmaskart som beskrevs av Erséus 1981. Coralliodrilus oviatriatus ingår i släktet Coralliodrilus och familjen glattmaskar. Inga underarter finns listade i Catalogue of Life.